# Leonardo Farkas
Leonardo Julio Farkas Klein (Santiago, 20 de marzo de 1967) es un empresario minero chileno de ascendencia húngara y judía. Es reconocido en su país de origen y otros países tanto por sus obras humanitarias como sus donaciones a diferentes instituciones o personas, tales como la Teletón, los 33 mineros atrapados, al gimnasta Tomás González, a gente damnificada o en situación de vulnerabilidad.

## Biografía

### Primeros años y estudios
Estudió en el Instituto Hebreo Dr. Chaim Weizmann de Lo Barnechea, Región Metropolitana de Santiago. Su familia tenía una buena condición económica debido a que su padre, Daniel Farkas Berger, llegó a ser propietario de varias compañías mineras (Minera El Carmen) en la minería del hierro, empresario del vidrio y socio mayoritario de la pisquera Río Huasco.

### Carrera musical
En la década de 1980, a la edad de 20 años, viajó a Estados Unidos para trabajar como músico piano bar de clubes nocturnos. Hizo carrera en el mundo del espectáculo de Las Vegas, Nueva York y Miami, y su espectáculo llegó a ser conocido como The Orchestra Man (El Hombre Orquesta). Debido al éxito, también realizó animaciones en Europa y llegó a compartir escenarios con artistas como Tom Jones y Julio Iglesias. Asimismo, en medio de sus presentaciones conoció a su actual esposa, la estadounidense Betina Friedman Parker, bisnieta heredera de Arthur Winaerick, fundador de la importante cadena de hoteles Concord. 
Leonardo Farkas se casó a los 27 años, en las montañas de Catskill, un centro de veraneo del estado de Nueva York. A la edad de 35 años decidió retirarse de la música para dedicarse únicamente a su esposa y sus tres hijos, desempeñando varios trabajos como comerciante exportador y vendedor de diversos productos y entró con fuerza en el negocio inmobiliario en Estados Unidos y, poco después, en el minero en Chile.
Farkas convenció a su mujer de regresar a Chile a intentar fortuna con la minería del hierro.

### Carrera empresarial
Al fallecer su padre en 2004, decidió regresar a Chile para reflotar los negocios familiares en el norte de Chile, especialmente en la minería del hierro. Entonces se transformó en exportador de hierro a China, gracias a la asociación con Cometals. Las metas de Farkas eran de 10 millones de toneladas al año y las ganancias obtenidas lo transformaron en el «magnate del hierro» a pesar de competir con la poderosa Compañía de Acero del Pacífico. Entre sus principales empresas se encuentran la Compañía Minera Santa Fe y Santa Bárbara, con más de 2000 trabajadores. Es famoso por los beneficios a sus trabajadores, obras de caridad y por pagar el sueldo ético.

## Mecenas
En 2007 apareció en la prensa por anunciar a los medios que celebraría su cumpleaños 40 invitando a celebridades como Air Supply, KC and the Sunshine Band y el humorista nacional Coco Legrand. La fiesta en el Hotel Sheraton San Cristóbal, con 200 invitados, fue apoteósica y muy comentada. Sin embargo, la popularidad le llegó cuando donó a título personal 235 millones de pesos en la Teletón 2008, y 1000 millones (2 millones de dólares) al año siguiente. Aquello lo convirtió en el aportante que más dinero había donado a esa fundación a la fecha. Sin embargo, días más tarde, Farkas anunció que esa fue su última donación pública a la Teletón, debido a las dobles lecturas que surgían de ese acto.
La visita a Farkas del actor canadiense Keanu Reeves en 2009 en Chile llamó la atención de los medios. El actor estaba buscando financiamiento para un proyecto cinematográfico Henry's Crime, y Leonardo Farkas desestimó la inversión por cambio en las cláusulas del contrato. De todos modos, Reeves fue invitado a conocer Zapallar y Valle Nevado.
En enero de 2010 viajó a Haití, devastada por el terremoto, y donó agua y alimentos. Posteriormente haría lo mismo en Chile, tras el terremoto del 27 de febrero de 2010, en donde Farkas donó cerca de 400 millones de pesos en alimentos para las zonas más afectadas del sur, trasladando 17 camiones llenos de ayuda para su país. 
Además donó en abril de 2015 más de 800 millones de pesos en ayuda con 23 camiones para los damnificados del aluvión del norte de Chile: Copiapó, Chañaral y Diego de Almagro.
El 23 de agosto de 2010, Leonardo Farkas repartió cheques de US$ 10 000 a cada una de las familias de los 33 mineros atrapados en el derrumbe de la mina San José.
Es un crítico de la ley de donaciones chilena que, según sus propias palabras, «favorece a los ricos y no a los pobres». Gracias a esta ley de donaciones, mal hecha según Leonardo Farkas, hay pocos filántropos en Chile ya que se les castiga por donar.
También fue mecenas del gimnasta chileno Tomás González, apoyándolo con 80 millones de pesos en equipos deportivos.
El 1 de junio de 2011 fue declarado «Ciudadano Ilustre de la Ciudad de Viña del Mar» por la entonces alcaldesa Virginia Reginato, por sus contribuciones filantrópicas a hogares de niños, hospitales y apoyo a pobladores de la comuna.

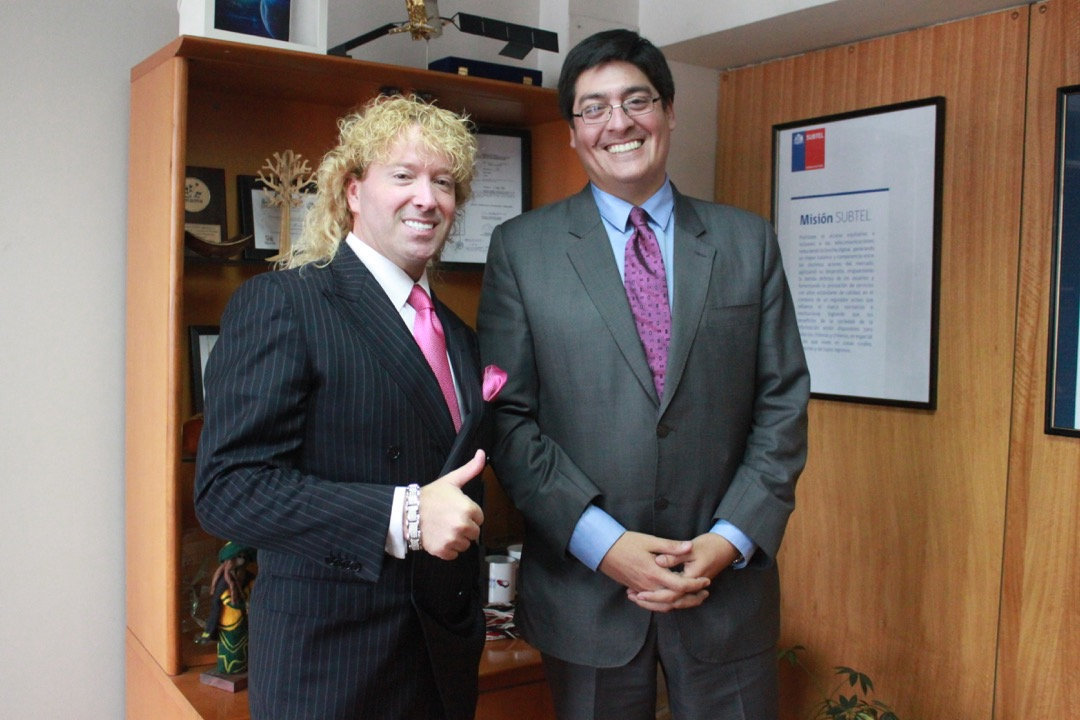
Farkas junto al entonces subsecretario de Telecomunicaciones Pedro Huichalaf, septiembre de 2015.

Farkas se comprometió a pagar los gastos de hospital de Richard Joseph, un ciudadano haitiano que salvó la vida de una mujer que cayó desde el noveno piso de un edificio. Richard amortiguó el impacto de la caída de la mujer. El ciudadano haitiano resultó con su pierna derecha y sus brazos lesionados tras caer al piso con la mujer. El 7 de febrero de 2018, Farkas ofreció recompensa de 10 millones de pesos chilenos para quien encontrase a Emmelyn Catalina Cañales Vidal, una niña de 11 años que fue secuestrada en Licantén, Chile.
En 2023, Farkas realizó la que hasta ahora es  la donación más grande de su vida, entregando su mansión ubicada en Lo Curro, tasada en más de 7 mil millones de pesos, a la organización Desafío Levantemos Chile. El dinero recaudado con la venta del inmueble sería destinado para la construcción de una villa de viviendas sociales de alto estándar.
Según, un estudio, coordinado por Magdalena Aninat, directora del Centro de Filantropía e Inversiones Sociales (Cefis) de la Universidad Adolfo Ibáñez (UAI), que investigó la filantropía e inversiones sociales de las empresas chilenas, concluyó que «Farkas es un actor que está empujando a otros y hace como de ‘rol de conciencia’. Tiene un papel muy interesante de visibilizar un modelo más norteamericano del éxito del mundo empresarial, donde ese éxito se cierra con devolver la mano a la sociedad. En Chile no estamos acostumbrados que las donaciones se visibilicen, pero Farkas está interpelando constantemente al mundo empresarial a que también esté presente y eso es positivo», comentó la académica de la UAI.

### Actividades religiosas
Farkas también es conocido como patrono de muchas otras instituciones de caridad, incluyendo el programa educativo anual Marcha de la Vida, que lleva a estudiantes de todo el mundo a Polonia para estudiar la historia del Holocausto y examinar las raíces del pueblo, el prejuicio, la intolerancia y el odio.
En el 2014, Leonardo donó los siete Sefer Torah recién escritos y que fueron enviados a diferentes partes del mundo: África, Asia, Australia, Europa, América del Norte y América del Sur. Farkas tiene una gran pasión por dedicar «Torahs felices», como se refiere a ellos, que se utilizarán en lugares con una gran necesidad. Con los años, donó muchos Sefer Torahs a la organización judía jasídica Jabad-Lubavitch y otras instituciones en todo el mundo.

## Popularidad

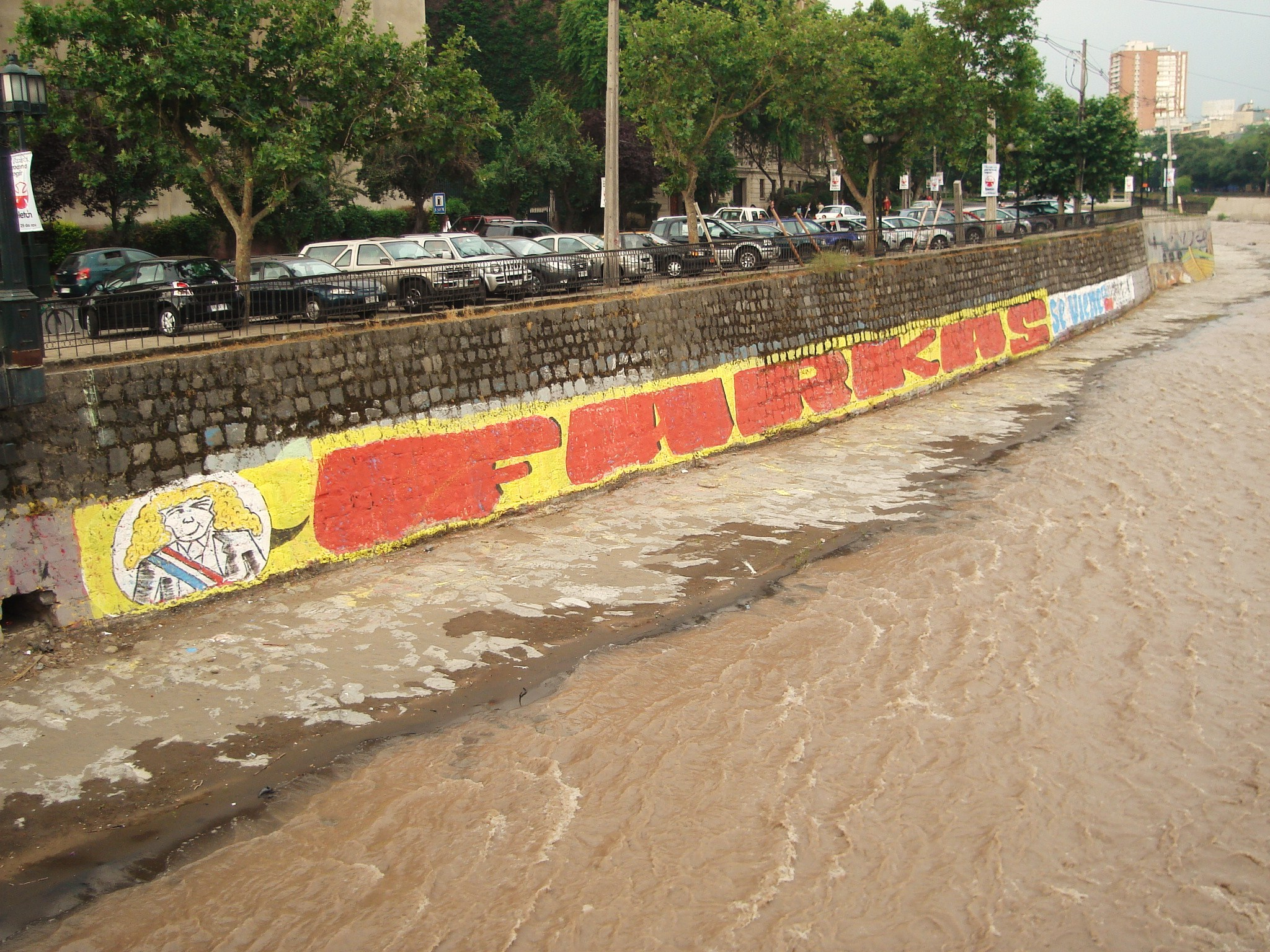
Mural que aludía a una posible candidatura presidencial de Farkas, en el río Mapocho, Santiago, 2008.

A fines de 2008, se rumoreó una posible candidatura presidencial de Farkas para la elección de 2009, la cual recibió gran apoyo en las redes sociales, como efecto de la explosión mediática de su figura durante ese año. Sin embargo, a través de una declaración en el portal YouTube, el mismo Farkas declaró que no sería candidato a la presidencia.
En febrero de 2009 fue jurado del Festival Internacional de la Canción de Viña del Mar, donde además brindó un show al estilo «Las Vegas» el 25 de febrero de ese año. A pesar de las críticas que recibió su espectáculo, el público le otorgó la «Antorcha de Plata». Una de las principales críticas fueron que supuestamente Farkas tocaría una canción junto al grupo KC and the Sunshine Band, pero finalmente terminó teniendo su propio show. 
En las encuestas de las últimas 3 elecciones presidenciales de Chile ha estado mencionado entre los primeras preferencias pero nunca ha aceptado presentarse. Entre 2019 y 2020, Farkas fue aumentando las preferencias en las encuestas. En julio de 2020, el independiente se ubicó en su mejor posición entre los ciudadanos: un segundo lugar acompañado de Daniel Jadue, el postulante del partido comunista.
En 2021, la empresa internacional de noticias Bloomberg eligió a Leonardo Farkas entre los 500 latinoamericanos más influyentes. La reconocida agencia afirma que el empresario minero está retirado, pero "sigue siendo una figura relevante en los negocios y la política local. Más que nada un filántropo, Farkas se ha convertido en un suceso que por medio de redes sociales promueve una exitosa plataforma de ayuda para miles de chilenos en situación de pobreza".

## Discografía
- The Orchestra Man – Cheek To Cheek With Leonardo (1993)[30]
- Leonardo Farkas: The International Romantic[31]

## Filmografía

### Cine
| Título | Año  | Rol      |
| ------ | ---- | -------- |
| Los 33 | 2015 | Él mismo |